# Kälberberg (gemeindefreies Gebiet)
Kälberberg  ist ein gemeindefreies Gebiet im unterfränkischen Landkreis Bad Kissingen in Bayern.
Der  2,34 km² große Staatsforst grenzt an Zeitlofs und Sinntal in Hessen. In dem Gebiet liegt der namensgebende 426 m ü. NN hohe Kälberberg. 
Das Gebiet ist Bestandteil des Naturparks Bayerische Rhön und des Landschaftsschutzgebietes LSG Bayerische Rhön.